# LASIK
El LASIK (Laser assisted in Situ Keratomileusis) es una cirugía refractiva para la corrección de la miopía, hipermetropía y astigmatismo. La cirugía LASIK se hace por un médico oftalmólogo que utiliza un láser femtosegundo o un microqueratomo para crear un colgajo corneal para exponer el estroma corneal, y luego un láser excimer remodela el estroma corneal con el fin de mejorar la agudeza visual y reducir la necesidad de la persona de usar gafas o lentes de contacto. LASIK es muy similar a otra cirugía correctiva llamada LASEK (Laser Assisted Subepithelial Keratomileusis) que utiliza otros métodos para llegar al estroma corneal, y ambas representan avances respecto de la queratotomía radial para el tratamiento de errores refractivos de visión. Para los pacientes que padecen moderada y alta miopía o córneas que son delgadas y no pueden ser sometidas a la operación de LASIK ni LASEK, existe la opción de las lentes intraoculares fáquicas. Desde el año 2009 se han realizado más de 28 millones de operaciones de este tipo alrededor del mundo.

## Historia

### Orígenes
El oftalmólogo español y residente en Colombia, José Barraquer, desarrolló las técnicas de microqueratotomía y queratomileusis. En su clínica cortaba segmentos de córnea muy delgados (hasta de una centésima de milímetro) para poder alterar la forma de la córnea. De la misma forma, Barraquer analizaba qué tanto debía dejar intacto para poder obtener buenos resultados a largo plazo.
Su trabajo fue sucedido por el médico ruso Svvatoslav Fyodorov (1920-2000), quien desarrolló la querototomía radial en la década de 1970 y diseñó las primeras lentes de contacto implantables en la cámara posterior (lentes intraoculares fáquicas) en 1980.

### Introducción del láser al tratamiento
El químico proveniente de la India, Rangaswamy Srinivasan descubrió en 1980 que un láser excimer es capaz de extraer tejido vivo con precisión y sin causar daños térmicos a los tejidos circundantes. Este es el fenómeno de foto-descomposición ablativa.
Cinco años después (1985) el doctor Stephen Trokel publicó su trabajo en querotomía radial utilizando un láser excimer y de cómo dicho láser podía reemplazar los cuchillos radiales usados anteriormente.
Después de su publicación fundó VISX USA Inc. junto con algunos otros colegas, en dónde se realizó la primera cirugía refractiva utilizando láser excimer.

## Procedimiento
El procedimiento LASIK consiste en modificar la curvatura de la córnea para que las imágenes puedan enfocarse en la retina y la visión sea nítida sin necesidad de gafas ni lentes de contacto.

### Examen ocular antes del LASIK
Antes de la cirugía de corrección de la visión con LASIK, el cirujano especialista en LASIK realizará un examen ocular exhaustivo a fin de asegurarse de que el paciente sea un buen candidato para el tratamiento. Durante el examen, se creará un mapa del ojo (topografía corneal). Este mapa se utilizará durante el procedimiento LASIK, para extraer la cantidad exacta de tejido de la córnea, lo que le permitirá tener los mejores resultados posibles de claridad visual. La evaluación anterior a la corrección de la visión con LASIK debe incluir:[cita requerida]
- Un examen de dilatación para investigar si hay irregularidades oculares,
- La medición del error refractivo,
- Mediciones del diámetro de la pupila y del espesor de la córnea,
- El mapa topográfico de la córnea,
- Análisis de la función lagrimal, y
- Una charla sobre los antecedentes médicos, el estilo de vida y las expectativas.

Esta evaluación determinará si la curvatura del ojo del paciente es la adecuada para someterse al procedimiento LASIK.[cita requerida]

### Lentes de Contacto
Los pacientes candidatos para la cirugía LASIK que utilicen lentes de contacto blandas deben dejar de usarlos de 5 a 21 días antes de la cirugía y para el caso de aquellos que usen lentes de contacto duros deberán dejar de usarlos durante 6 semanas y adicionalmente otras seis semanas por cada tres años que los hayan utilizado.
La córnea es un tejido avascular debido a que debe de ser transparente y sus células absorben oxígeno a través de la capa hídrica. Los lentes de contacto impiden que el oxígeno se permee por ellos y por consecuente reducen la absorción de oxígeno por parte de la córnea, que puede resultar en la neovascularización corneal — el crecimiento de vasos sanguíneos dentro de la córnea. Eso causa que la inflamación y recuperación sea un poco más larga y más dolor durante la operación debido a que hay mayor sangrado. Existen lentes de contacto que permiten una mejor permeabilidad (lentes de contacto de hidrogel de silicona y de gas permeable) aunque los pacientes que consideren LASIK se les recomienda no sobreusar sus lentes de contacto.

### Examen preoperatario
La prescripción médica de la graduación del paciente debe ser estable por lo menos desde el año anterior a la operación. Utilizando un topógrafo de láser de baja potencia se hace un mapeo topográfico de la córnea para conocer su forma. Dicha topografía permite a los médicos notar las irregularidades de la córnea y examinar si hay alguna complicación como que el paciente presente queratocono. Usando la información brindada por el topógrafo los médicos calculan la cantidad de tejido a remover y su ubicación. Los pacientes reciben un antibiótico que deben de tomar antes de la operación para poder reducir el riesgo de una infección y en algunas ocasiones también se les da una pequeña dosis de un sedativo oral.
Antes de la operación al paciente se le administran unas gotas para ojos que actúan como anestesia local. Algunos factores que pueden hacer que el paciente no sea apto para la cirugía LASIK son pupilas muy grandes, córneas muy delgadas y ojos extremadamente secos.

### Operación

Con microqueratomo. En la córnea se crea un colgajo (flap) usando un microqueratomo mecánico con filo de metal. Se levanta el colgajo y mediante un láser excimer se moldea el estroma corneal vaporizando el tejido de una forma controlada y sin dañar el tejido adyacente.

Con láser de femtosegundos. En la córnea se crea un colgajo (flap) usando un láser de femtosegundos que forma una serie de burbujas muy cercanas entre sí dentro de la córnea. Se levanta el colgajo y mediante un láser excimer se moldea el estroma corneal vaporizando el tejido de una forma controlada y sin dañar el tejido adyacente.

### Creación delFlap
Usando un anillo de succión corneal suave se inmoviliza el ojo del paciente. Puede aparecer alguna pequeña hemorragia subconjuntival que desaparece sin necesidad de tratamiento al cabo de una semana. Conforme la succión va aumentando la visión del paciente se va nublando. Una vez inmovilizado el ojo se procede a obtener un colgajo (flap) corneal usando un microqueratomo mecánico automatizado de última generación, o bien usando un láser de femtosegundos que forma una serie de burbujas muy cercanas entre sí dentro de la córnea. En un lado de dicho colgajo (flap) se deja una zona de unión a modo de bisagra que le permitirá al flap levantarse y reposicionarse más adelante. Al doblar el flap hacia atrás se expone la córnea; este procedimiento puede ser incómodo para el paciente, pero no es doloroso.

### Remodelación Láser
La segunda parte del procedimiento utiliza un láser excimer (láser con una longitud de onda de 193 nm) para moldear el estroma corneal. El láser vaporiza el tejido de una forma controlada y sin dañar el tejido adyacente; no genera calor residual y sustituye los cortes que se hacían anteriormente con la técnica de Queratotomía Radial.. Los tejidos extraídos tienen un grosor aproximado de decenas de micrómetros. El uso de láser en lugar de realizar cortes deja que el paciente tenga una recuperación más rápida y que tenga menos molestias que con los métodos que anteceden al LASIK. Una vez se levanta el flap de la córnea el paciente solo puede ver figuras borrosas con ese ojo aunque podrá percibir la luz proveniente del láser.[cita requerida]
El mecanismo del láser excimer usa un sistema de rastreo del ojo que lo sigue en los pequeños movimientos involuntarios, redirigiendo las pulsaciones del láser para posicionarlo en las coordenadas que requieren tratamiento. La energía promedio de cada pulsación láser es de alrededor de un milijoule (mJ) y fluctúan de 10 a 20 nanosegundos.[cita requerida]

### Reposicionamiento delFlap
Después de que el láser haya dado forma al estroma corneal el flap que se levantó inicialmente es bajado y cuidadosamente colocado en su posición original por el cirujano, quien revisa que no haya burbujas dentro de la córnea, residuos de otra índole dentro del ojo y que el flap esté bien posicionado. El flap se queda adherido por adhesión natural hasta que sana y se reintegra al ojo.

### Cuidados postoperativos
A los pacientes se le administrarán antibióticos y antiinflamatorios en forma de colirios durante una semana después de la operación. Los pacientes deben de descansar y se les indican lentes oscuros para protegerse de la luz; en ocasiones se les indica un antifaz (goggles) para evitar que se froten los ojos mientras duermen, previniendo así el desplazamiento del flap corneal. También es muy importante que humedezcan sus ojos usando colirios lubricantes y sigan las indicaciones de sus prescripciones. En algunos casos se les dan lentes de contacto que sirven como vendajes para ayudar y acelerar el proceso de recuperación, dichos lentes se quitan a los 3 o 4 días después de la operación. Todos los pacientes deben ser informados de la importancia del tratamiento para minimizar los riesgos de complicaciones que puedan generarse.

## Efectividad
Según diversas encuestas realizadas, para pacientes de LASIK el nivel de satisfacción radica entre el 92 y 98 %. Además, en 2008 se realizó una revisión de la literatura, que finalmente seleccionó 19 artículos (sobre procedimientos LASIK que tuvieron lugar entre 1995 y 2003), y mostró un porcentaje de satisfacción del 95,4 % (la tasa de satisfacción tras LASIK miópico fue del 95,3 %: 1811 of 1901 pacientes, y tras LASIK hipermetrópico fue del 96,3 %: 286 of 297 sujetos). De ello se infiere que los porcentajes complementarios son porcentajes de insatisfechos (del 8,2 % y del 4,6 % respectivamente), pero estos porcentajes de insatisfacción son bastante inferiores a los porcentajes de alteraciones visuales y ojo seco, de hasta el 45 % y 30 %, respectivamente, reportados por el estudio de calidad de vida de la FDA, lo que hace suponer que solo generan una respuesta de insatisfacción los casos más graves de problemas de visión y dolor asociados a la cirugía, y, probablemente, los casos de mayor desencanto respecto a las expectativas de resultado generadas.
En cualquier caso, medir la efectividad de una cirugía mediante encuestas de satisfacción es controvertido, dada la enorme subjetividad de las respuestas. Si tenemos en cuenta el factor psicológico, la tendencia es hacia un sesgo en favor del resultado quirúrgico, por dos razones, al menos. La primera razón es la propia adaptación psicológica a la nueva situación. Los aspectos negativos del resultado quirúrgico generan disonancias cognitivas, esto es, tensiones o desarmonías internas entre lo que el sujeto siente que le ocurre y lo que, por otra parte, piensa y cree que debe ocurrirle, de acuerdo con la información que ha recibido y que, probablemente, sigue recibiendo de su cirujano, en el sentido de negar cualquier problema o restarle importancia. Si este conflicto interno se mantiene en el tiempo, a la larga la solución más satisfactoria es la adaptación a la nueva situación, negando o restando importancia a las secuelas, aunque estas supongan algunas molestias y un gasto económico considerable (como el uso por tiempo indefinido de lágrimas artificiales), pues lo contrario supondría aceptar que la decisión de la cirugía no fue del todo acertada, ni del todo bien informada, e incluso podría provocar un desagradable enfrentamiento con el cirujano. Y, la segunda razón, es el llamado efecto Hawthorne, que consiste, básicamente, en el efecto motivador que supone el saber que uno/a está siendo objeto de estudio, y el deseo de complacer al investigador.
Por otra parte, en las encuestas de satisfacción es muy importante el momento en que se realizan. No es lo mismo, ni se obtienen necesariamente los mismos resultados, si las encuestas se realizan unos meses después de las cirugías (como es el caso de las encuestas referidas más arriba) o, por el contrario, si se realizan muchos años después de las cirugías. Y así, por ejemplo, según un estudio de 2015 de los resultados a largo plazo tras LASIK hipermetrópico (16,5 años después de las cirugías, de media, con mínimo de 15 años), en el apartado de la encuesta de satisfacción, el 89 % de los pacientes estaban felices (compárese con el 96,3 % a corto plazo, Solomon et al) y el 75 % dijo que recomendaría LASIK para la familia y amigos (frente a en torno al 97-98 % en los estudios a corto plazo). Y ello, a pesar de que el aumento en el equivalente esférico (EE) hipermetrópico se tradujo en la disminución de la eficacia, ya que el índice de eficacia se redujo de 0,98 al año a 0,5 a los 16,5 años. Los resultados mostraron que la media de EE hipermétrope aumentó significativamente entre 1, 5, y 16,5 años (media de +0,28 D frente a +0,84 D frente a +1,74 D); en 16,5 años, solo el 24 % de los ojos estaban en ± 1,0 D y solo el 6 % estaban en ± 0,5 D. La media de EE aumentó de manera similar con el tiempo en los ojos con baja y alta refracción corregida (<3,0 frente a >3,5 D), a diferencia de lo que ocurre tras LASIK miópico.

## LASIK y cataratas
El número de personas que tuvieron una cirugía LASIK en los primeros años de la década de los 90 y que posteriormente requirieron una cirugía de cataratas, ha ido incrementándose en los últimos años, y ya en el año 2007 se realizó el primer estudio al respecto. Estos pacientes de LASIK se están operando de cataratas a una edad media que ronda los 57 años, según los diferentes estudios realizados, es decir, unos 10 años antes, en promedio, que las personas no operadas con la misma longitud axial del ojo, y en torno a 15 años antes, de media, que el conjunto de la población no operada. La longitud axial del ojo guarda una relación directa con la miopía patológica o miopía magna, y esta es uno de los factores que pueden adelantar la aparición de cataratas. No se ha demostrado una relación causa-efecto entre la operación de LASIK y la aparición de cataratas, aunque se barajan distintas explicaciones posibles, entre ellas que la tasa de aberraciones de alto orden en ojos operados con LASIK es significativamente más alta que en los ojos no operados, y diversos estudios prueban que el incremento de las aberraciones de alto orden puede acelerar un deterioro del rendimiento visual a causa del incremento de las aberraciones de alto orden inducido por el envejecimiento del cristalino. Un cristalino joven reduce, de hecho, las aberraciones de alto orden, incluidas aquellas inducidas por LASIK, pero un cristalino envejecido, esto es, a partir de en torno a los 50 años de edad, no solo no las reduce sino que las incrementa. Por otra parte, según el estudio Kei Iijima et al. de 2015, el promedio de equivalente esférico manifiesto en los ojos post-LASIK (cuya media de longitud axial era de 27,4 mm ± 1,6 mm DE, correspondiente a miopía magna) en el momento de la cirugía de cataratas fue de -2,90 D ± 2,98 D DE, es decir, significativamente más miópico que en el grupo de control que representaba al conjunto de la población (-1,53 D ± 4,28 D DE), implicando ello una considerable cantidad de regresión de miopía tras la cirugía LASIK, porque el objetivo para LASIK es normalmente la emetropía o una leve miopía. Esta evolución miópica también podría contribuir a una necesidad más temprana de cirugía de cataratas, porque las personas que tienen LASIK tienden a dar una mayor importancia a la agudeza visual sin corrección óptica (sin gafas ni lentillas). Además, las cataratas consisten en un incremento de la dispersión lumínica (scattering en inglés), y, según un estudio de 2003, la dispersión aumenta de modo significativo (30 %) cuando se operan con LASIK más de 4,5 dioptrías. En estos casos, una mayor contribución de la luz dispersada después de LASIK podría explicar los resultados visuales reducidos, más allá de los aumentos bien documentados de las aberraciones de alto orden.
Otra consecuencia desafortunada de LASIK es la dificultad para calcular con precisión la potencia refractiva de la lente intraocular (LIO) para la cirugía de cataratas. Cada vez más personas que tuvieron LASIK, PRK u otros procedimientos con láser para la corrección de la miopía, astigmatismo e hipermetropía, se enfrentarán a este problema a medida que envejezcan y desarrollen cataratas. Las refracciones alcanzadas después de la cirugía de cataratas, en estos casos, se encuentran a 1,0 dioptría del objetivo en una gran mayoría de los ojos. A esto se le conoce como «sorpresa refractiva». Existen tres fuentes principales de error en el cálculo de la LIO para los pacientes que han sido sometidos previamente a la cirugía refractiva con láser: el error en el índice de refracción, el error en la medición del radio corneal y los errores inherentes dentro de las fórmulas de LIO. Se han desarrollado diferentes fórmulas que reducen la sorpresa refractiva, con distinto grado de éxito. El uso de los programas disponibles y de las fórmulas existentes sirve para mejorar los resultados anteriores, si bien la literatura sugiere que los resultados consistentes, similares a los obtenidos en los ojos vírgenes, siguen estando actualmente fuera de alcance.

## Riesgos

### Aberraciones de alto orden
Son distorsiones refractivas que limitan la visión de los ojos sanos por debajo de los límites de la retina y que no pueden ser corregidas con lentes esferocilíndricas ni por ningún medio fiable de la tecnología actual. En ojos sanos no operados se encuentran en pequeña proporción, en torno al 15 % del total de las aberraciones ópticas, siendo las más frecuentes la aberración esférica y la coma. Las aberraciones de alto orden requieren pruebas específicas para ser diagnosticadas, comúnmente la aberrometría con un aberrómetro de tipo Hartmann-Shack, que mide el frente de onda (wavefront) del ojo y lo compara con un ojo ideal sin aberraciones. Varios estudios han demostrado que la fotoablación con láser excimer aumenta las aberraciones de alto orden. La creación del flap también contribuye al incremento de estas aberraciones. Algunos pacientes presentan síntomas de aberraciones de alto orden después de la operación y lo atribuyen al tratamiento láser y a la formación del flap. Existe una correlación entre el tamaño de la pupila y las aberraciones, y podría ser resultado de la irregularidad del tejido corneal de la parte alterada artificialmente y la que se queda inalterada. Durante el día la visión puede ser óptima debido a que la pupila es más pequeña que el flap que se genera durante la operación LASIK, pero la pupila se puede dilatar más que el tamaño del flap en ausencia de luz como en las noches, lo que incrementa las aberraciones de alto orden. Las aberraciones pueden medirse en micrómetros (µm), también mediante el software de un topógrafo corneal.
Con el transcurso de la edad se incrementa la principal aberración de alto orden, que es la aberración esférica, incluida la parte generada por la cirugía LASIK. Por lo tanto, la cirugía LASIK, al igual que cualquier otra cirugía refractiva corneal, cuando se realiza en la juventud o en la mediana edad incrementa el riesgo de sufrir las consecuencias de las aberraciones de alto orden en el futuro. Esto se debe a que los dioptrios internos del ojo, esto es, la cara posterior de la córnea y las caras anterior y posterior del cristalino, tienen en conjunto una influencia variable a lo largo de la vida, de modo que en la juventud compensan en parte la aberración esférica, pero a partir de la quinta década la incrementan. Dada la importancia de la aberración esférica en el conjunto de aberraciones, podemos considerar al perfil de la cara anterior de la córnea como el principal condicionante de la calidad de visión.
En la actualidad se conoce que la mayor causa en el incremento de la aberración esférica después de LASIK se debe al cambio inducido en la asfericidad corneal, en parte, por el algoritmo utilizado para realizar la fotoablación. Uno de los algoritmos más utilizados desde el inicio de la cirugía refractiva corneal con láser excimer, incluso en la actualidad, es el denominado algoritmo de Munnerlyn, propuesto por Munnerlyn y colaboradores en 1988, y que no tiene en cuenta los efectos de las aberraciones de la córnea ni de las oculares. La aberración esférica se origina principalmente por un cambio en la curvatura o asfericidad de la córnea que, al ser moldeada por el láser, deja de ser prolata y pasa a ser oblata (esto es, con valores positivos de asfericidad). Los valores de la asfericidad para la mayoría de la población no operada —el 80 % u 88 % de dicha población, según estudios— corresponden a córneas prolatas y están comprendidos entre -1 y 0 (el valor medio de Q para un ojo emétrope es de -0,26, y el valor óptimo de Q para compensar la aberración esférica es de en torno a -0,50). El cambio inducido en la asfericidad y la aberración esférica asociada son proporcionales a la cuantía del defecto refractivo a tratar.
El aumento de las aberraciones y en concreto de la aberración esférica tras el LASIK tradicional tiene como consecuencia una disminución de la sensibilidad al contraste (que conlleva una reducción de la agudeza visual en condiciones mesópicas y escotópicas, esto es, de media y baja luminancia, respectivamente), siendo la principal causa de la disminución de la calidad de la imagen retiniana. Se ha encontrado una buena correlación entre la disminución de la sensibilidad al contraste después de LASIK y la disminución en la MTF (Función de Transferencia de Modulación, calculada a partir de la aberración de onda total). Igualmente el incremento en las aberraciones, y en especial en la aberración esférica, el astigmatismo secundario y la coma, es el causante de diversos síntomas y problemas en la visión nocturna, entre los que se incluyen los halos, el starbust (luces estrelladas), glare (brillo), visión borrosa, diplopía y poliplopía monocular, entre otras.
Algunos investigadores consideran que el aumento de la aberración esférica post LASIK no se explica solo por el algoritmo de Munnerlyn, ya que su aplicación no prevé tanto incremento en la aberración esférica. Diferencias en la eficiencia del láser del centro a la periferia de la córnea (particularmente cuando las correcciones a la córnea son grandes), cambios en su polarización y efectos biomecánicos de la córnea, entre otros, influyen en la forma final de la córnea después de LASIK. Las principales causas del incremento de las aberraciones oculares tras la cirugía, además del cambio en Q antes relatado, son:
a) el descentramiento de la ablación. Durante una fijación perfecta, el ojo humano realiza movimientos dentro de un rango de aproximadamente 0,2° y alcanza velocidades de alrededor de 5°/s, correspondientes a 1000 μm/s sobre la córnea. El uso de un eye-tracker (compensador de movimientos oculares), aunque no asegura un centrado perfecto, parece disminuir la aberración de coma. La ciclotorsión ocular durante la cirugía también se reconoce como uno de los causantes del incremento de las aberraciones de alto orden.
b) Las irregularidades corneales.
c) La transparencia de la córnea.
d) La cicatrización. Experimentos histológicos han mostrado que es la principal causa de la inestabilidad refractiva y de la variabilidad de resultados entre distintos sujetos.
e) El tiempo tras la cirugía.
f) Pérdida de eficiencia del láser en la ablación periférica por reflexión e incidencia no normal del láser.
Otra causa de la que se discute actualmente su influencia en la inducción de aberraciones es la creación del flap. Existen estudios que indican una menor inducción cuando se utiliza el láser de femtosegundo para la creación del flap que cuando este se obtiene mediante un microqueratomo mecánico. Para algunos, la función visual se ve beneficiada con la creación del flap mediante el láser de femtosegundos. Sin embargo, para otros, los resultados visuales son iguales con ambos procedimientos. En cualquier caso, recientemente se ha descrito un nuevo efecto óptico secundario a la realización del flap con láser de femtosegundos. Se trata del Rainbow Glare. Los pacientes refieren percibir entre 4 y 12 bandas coloreadas alrededor de una fuente luminosa puntual en condiciones de baja iluminación aunque este efecto no altera la agudeza visual. Su incidencia va desde el 19 % en láser de femtosegundos de primera generación hasta el 5 % con los más actuales y se atribuye a la dispersión de la luz que se produce en la superficie posterior del flap.
En cuanto a la aberración esférica inducida, si bien existen algoritmos que la reducen de forma muy importante, como es el caso del algoritmo asférico F-CAT, ninguno ha resuelto completamente el problema. Los resultados encontrados muestran un incremento de aberración esférica después de la cirugía del 31 % y 41 % para el algoritmo asférico F-CAT y del 219 % y 240 % para el algoritmo de Munnerlyn, y un incremento de la distorsión luminosa con un empeoramiento del índice de distorsión luminosa de hasta un 37 % para el algoritmo asférico F-CAT y de un 111 % para el algoritmo de Munnerlyn. Todas las variables involucradas en la distorsión luminosa (aberraciones monocromáticas de alto orden totales, aberración esférica, factor Q) y en el rendimiento visual (CSF: Función de Sensibilidad al Contraste) resultaron aumentadas o deterioradas después de la cirugía con ambos algoritmos, pero significativamente menos con el algoritmo asférico F-CAT. Los resultados confirman que aún existen fallos de predicción en la forma final obtenida de la córnea. Así, aunque la forma postcirugía se mantiene prolata con el algoritmo F-CAT (Q media de -0,26 ± 0,19) mientras que se hace oblata con el algoritmo estándar (Q media de 0,65 ± 0,31), los valores encontrados con F-CAT después de la cirugía continúan siendo significativamente diferentes de los programados (-0,50).
Por otra parte, parece confirmado que la sumación binocular se ve deteriorada igualmente, en cuanto a distorsión luminosa nocturna y sensibilidad al contraste se refiere, cuando aumentan las diferencias interoculares en Q y en aberraciones monoculares de alto orden. También se ha encontrado un deterioro en otros aspectos relacionados con la sumación binocular, por ejemplo en la visión estereoscópica, cuando existen diferencias interoculares en Q o en las aberraciones monocromáticas de alto orden. Todo ello tiene una importante repercusión clínica en el tratamiento de la anisometropía (diferencia en el error de refracción esfero-cilíndrica entre el ojo derecho e izquierdo). Cuando ésta existe, salvo que se empleen algoritmos de ablación que consideren la asfericidad postcirugía de forma individualizada, se va a producir una diferencia interocular en asfericidad corneal postcirugía inherente a la asimetría en la corrección dióptrica requerida en ambos ojos. Estas diferencias en asfericidad corneal postcirugía inducirán diferencias interoculares en aberraciones de alto orden (proporcionales a la anisometropía) y por tanto se producirá un deterioro en la sumación binocular según se ha demostrado.
Para el astigmatismo secundario se encontró que este se induce, fundamentalmente, en el tratamiento del astigmatismo tanto en ablaciones elípticas como mixtas (o bitóricas). Las ablaciones mixtas, cada vez más realizadas para la compensación del astigmatismo con el objetivo de mantener un cierto grado de prolaticidad de la córnea en la postcirugía, reducen la inducción de aberración esférica, pero, debido a la forma y lugar de aplicación del láser, inducen astigmatismo secundario. Por su parte, el coma está relacionado con el centrado de la ablación y cuando este no es adecuado parte de la aberración esférica se transforma en coma.
Un problema añadido en cirugía refractiva corneal con láser es que, al no coincidir la forma corneal después de la cirugía con la forma prevista por los algoritmos de ablación, estas discrepancias constituyen un serio problema que puede impedir la total emetropización de los sujetos intervenidos y la efectiva corrección de las aberraciones si ese fuera el objetivo. Además, por desgracia, la formulación exacta de los algoritmos de ablación, protegidos en exceso por los fabricantes de la tecnología láser, no es conocida por los investigadores. La mayor parte de los trabajos de investigación asumen que la fórmula de Munnerlyn o su aproximación paraxial parabólica es la utilizada. Para poder estudiar en profundidad el origen de las discrepancias es necesario trabajar con algoritmos en los que las ecuaciones sean explícitas o que al menos se conozca la forma teórica final prevista de la córnea.

### Ojos secos
Aunque es un efecto secundario normal para la operación, puede desarrollarse en el síndrome del ojo seco. El tratamiento para dicho problema incluye gotas lubricantes de ojos, oclusión puntual —inserta tapones puntuales o se hace una cirugía en el ducto nasalocrimal para estrecharlo y que se retenga más fluido en el ojo—. De acuerdo con los resultados del estudio de calidad de vida después de LASIK realizado por la FDA, hasta el 30 % de los participantes sin síntomas de sequedad en los ojos antes de la cirugía LASIK, reportaron síntomas de ojo seco tres meses después de la cirugía. Esto es consistente con estudios previos.
El ojo seco puede persistir hasta 6 meses o más con una incidencia del 20 % en LASIK para miopía, y con un riesgo incrementado de desarrollar ojo seco para las mujeres y para los pacientes que requieren una alta corrección refractiva. La tasa de ojo seco crónico ronda el 20 %.

### Halos
Ocurre en presencia de luces brillantes en las noches. La pupila se dilata más que lo que mide el flap creado en la operación o el cambio que se hizo en la córnea, generando distorsiones visuales. Los ojos se pueden examinar antes de la operación para ver el tamaño de las pupilas y evaluar el riesgo de que se presenten los síntomas después de la operación. Según el UK National Health Service éstas y otras complicaciones ocurren en menos de un 5 % de los casos. Según los resultados del estudio de calidad de vida LASIK de la FDA, entre los participantes que desarrollaron nuevos síntomas visuales tras la cirugía, los halos fueron los síntomas más frecuentes. Hasta el 35 % de los participantes sin halos antes de LASIK tenía halos tres meses después de la cirugía.

### Otras complicaciones
- Incapacidad o gran dificultad para realizar las actividades de la vida diaria. De acuerdo con los resultados del estudio de calidad de vida después de LASIK realizado por la FDA, menos del 1 % de los participantes del estudio experimentaron "una gran" dificultad o incapacidad para realizar las actividades habituales sin lentes correctivos a causa de sus síntomas visuales (halos, deslumbramiento, y otros) 3 meses después de la cirugía LASIK, pero dicha tasa se eleva al 1,9 % a los 6 meses.[39]

- Alteraciones visuales. Según los resultados del estudio de calidad de vida después de LASIK realizado por la FDA, hasta el 46 % de los participantes, que no tenían síntomas visuales antes de la cirugía, informaron al menos un síntoma visual tres meses después de la cirugía. Los participantes que no estuvieron satisfechos con la cirugía LASIK informaron de todos los tipos de síntomas visuales que mide el cuestionario (visión doble / doble imagen, destellos, deslumbramiento y halos).[39]

- Aparición de cuerpos flotantes en vítreo. Los estudios actuales muestran que LASIK puede provocar un desprendimiento parcial o total de vítreo posterior o incrementarlo si ya existe, lo que suele generar moscas volantes o un aumento de su número y tamaño. Si se utiliza LASIK Femtosegundo (corte de la solapa o flap con láser), el principal factor de riesgo es el tiempo de succión directa sobre el ojo (tiempo de aplicación del anillo de succión), llegando a tasas de desprendimiento parcial o total del 85 % de los ojos, en ojos sin ningún desprendimiento previo, y con un tiempo medio de succión de 63 segundos.[43] Mientras que, si se utiliza LASIK con microqueratomo mecánico, el principal factor de riesgo es la longitud del ojo elevada (longitud axial a partir de 26 mm y miopía a partir de 6 dioptrías), con tasas de desprendimiento posterior del cuerpo vítreo del 2 % en pacientes con miopía baja de hasta -3,5 D, y del 24 % en los pacientes con miopía alta.[44] Para LASIK con microqueratomo, un estudio más reciente de Mirshahi et al confirma esas conclusiones.[45] Estos resultados explican la observación clínica de que algunos pacientes se quejan de moscas volantes después de la cirugía lamelar querato-refractiva y también puede explicar la aparición de desprendimiento de retina regmatógeno después de LASIK.[46]

- Complicaciones del flap. La incidencia de las complicaciones del flap son de 0,244 %.[47] Ocurren cuando los flaps no se posicionan como es debido o se tienen que reposicionar después de la operación. La presencia de dichas complicaciones se reducen con el aumento de la experiencia del médico.

- “Flap deslizado”. Es cuando el flap cede y se despega de la córnea. Tiene el mayor riesgo de ocurrir justo después de la operación, por lo que se les recomienda a los pacientes que vayan a dormir o reposar para permitir una adhesión correcta del flap al ojo. Por lo general los pacientes reciben un antifaz (goggles) para dormir para evitar que el flap se desacomode mientras duermen. Mientras menos dure la operación el flap se seca menos, haciendo que el riesgo de ésta complicación disminuya.

- “Partículas de interfaz del flap”. Son un descubrimiento cuyo significado clínico está indeterminado. Partículas de varios tamaños y reflectividad son clínicamente visibles dentro del ojo en cerca del 38,7 % de los ojos examinados con lámpara de hendidura y en el 100 % de los ojos examinados con un microscopio confocal.

- Queratitis lamelar difusa (o DLK). Proceso inflamatorio en el cual se acumulan glóbulos blancos entre el flap corneal y el estroma subyacente. Se le conoce coloquialmente como “síndrome de arenas del Sahara” porque al observar con una lámpara de hendidura la inflamación se ve como si fueran olas de arena. La organización USAeyes reporta una incidencia del 2,3 % después de LASIK.[48][49] El tratamiento más común para este problema son esteroides en forma de gotas de ojos, aunque en algunas ocasiones es necesario que el cirujano levante el flap para poder quitar los glóbulos blancos acumulados de manera manual. DLK no se ha informado con la cirugía PRK debido a la ausencia de la creación del flap.

- Infección. Se estima en una incidencia del 0,04 %.[49]

- Ectasia corneal. Ocurre cuando la córnea comienza a hincharse en un tiempo variable, causando astigmatismo irregular. De ocurrir el paciente podría necesitar lentes de contacto de gas permeable permanentes, anillos intracorneales, crosslinking corneal con Riboflavina o incluso un trasplante de córnea. Uno de los factores de riesgo más significativos es el queratocono forma fruste (por el cual se examina antes de la operación) y puede aparecer más adelante. Incluso después de aplicar el crosslinking corneal, a pesar de que se estabiliza la enfermedad la visión permanece borrosa. La utilización de crosslinking corneal de manera conjunta con LASIK intenta fortalecer la córnea al punto en el que se pueda tener una operación exitosa aun cuando se espera una córnea delgada después de la operación LASIK.

- Hemorragia subconjuntival. Un informe muestra la incidencia de hemorragia subconjuntival con una incidencia del 10,5 %.[50]

- Crecimiento interno epitelial. Se estima una incidencia del 0,01 %.[49]

- Dislocación del flap por trauma. Se han reportado casos de dislocación del flap corneal por trauma hasta diez años después de la operación de LASIK.[51]

- Glaucoma. Después de LASIK las mediciones de la presión intraocular (usadas para detectar el glaucoma) pueden ser más complicadas.

- Desprendimiento de retina. La tasa de ojos con desprendimiento de retina regmatógeno (DRR) a los 10 años de LASIK en miopes de hasta 10 dioptrías (con media de menos de 5 dioptrías preoperatorias en los pacientes con DRR) es de entre casi el 0,1 % (0,17 % de pacientes), si tenemos en cuenta al 48 % de pacientes que no completaron el estudio y suponemos que ninguno de ellos sufrió un DRR, y el 0,19 % (0,3 % de pacientes), suponiendo que la pérdida del 48 % de los pacientes no introduce distorsión alguna en los resultados.[52] Se estima que el DRR tiene una incidencia del 0,36 % de los ojos en pacientes con miopía magna pronunciada (equivalente esférico medio de -13,5 D ± 3,30 D de desviación típica, con rango de variación —valor mínimo y máximo— entre -8,5 y -20,0 D, siendo el equivalente esférico igual al número de dioptrías de miopía más la mitad de las dioptrías de astigmatismo)[53]

- Neovascularización coroidea. Tiene un índice de ocurrencia de 0,33 % de los ojos en pacientes con miopía magna (equivalente esférico medio de -13,5 D ± 3,30 D de desviación típica, con rango de variación —valor mínimo y máximo— entre -8,5 y -20,0 D, siendo el equivalente esférico igual al número de dioptrías de miopía más la mitad de las dioptrías de astigmatismo).[53]

- Uveitis. Se le calcula una incidencia del 0,18 % de ojos, 0,19 % de pacientes.[54]

- Pérdida de queratocitos corneales. Se ha reportado un decremento en el número de casos de queratocitos corneales después de LASIK.[55][56]

### Posición de la Administración de Alimentos y Medicamentos (FDA)
El 6 de diciembre de 2011 la Administración de Alimentos y Medicamentos (FDA) subió un vídeo en su canal oficial de Youtube y en su página web para ayudar a explicar los riesgos de LASIK y otra información importante para pacientes potenciales.